# Fritz Strich
Fritz Strich (13 de desembre de 1882, Königsberg, Prússia - 15 d'agost de 1963, Berna) va ser un filòleg alemany d'origen jueu i doble nacionalitat alemanya-suïssa. És autor de la major obra sobre Goethe en relació al fenomen de la Weltliteratur, i el popularitzador d'aquesta idea.
Strich fou alumne de Franz Muncker i esdevingué el 1910 professor a la Universitat de Múnic. El 1915 fou anomenat professor extraordinari a Múnic i el 1929 catedràtic numerari a la Universitat de Berna. D'aquesta manera va escapar a la persecució dels jueus a l'Alemanya nazi. El 1941 Strich va aconseguir la nacionalitat suïssa i fins a la seva jubilació el 1953 romangué actiu com a catedràtic. El 1932 rebé la Medalla Goethe. El 1951 el Premi de Literatura de la Ciutat de Berna i el 1952 la Goetheplakette. Strich fou membre de la Deutsche Akademie für Sprache und Dichtung.

## Obres seleccionades
- Franz Grillparzers Ästhetik, Berlin 1905; Reprint: Gerstenberg, Hildesheim 1977, ISBN 3-8067-0619-0
- Die Mythologie in der deutschen Literatur. Von Klopstock bis Wagner, Halle 1910; Reprint: Francke, Berna 1970
- Deutsche Klassik und Romantik oder Vollendung und Unendlichkeit. Ein Vergleich. Meyer & Jessen, München 1922; 5. A. Francke, Bern 1962
- Dichtung und Zivilisation. Meyer & Jessen, Múnic 1928
- Schiller. Sein Leben und sein Werk. Deutsche Buch-Gemeinschaft, Berlín 1928
- Der Dichter und die Zeit. Eine Sammlung von Reden und Vorträgen. Francke, Berna 1947
- Goethe und die Weltliteratur. Francke, Bern 1946; 2. verb. A. ebd. 1957
- Kunst und Leben. Vorträge und Abhandlungen zur deutschen Literatur. Francke, Berna 1960
- Goethes Faust. Francke, Berna 1964